# 板桥站 (广州)
板桥站是广州地铁7号线的一个中途站，位于中國廣東省廣州市番禺区南大干线滟澜街路口的地底，2016年12月28日随七号线首期开通而啟用。

## 车站结构

### 车站楼层
本站共有两层，地面为南大干线、滟澜街，板桥村、雅居乐北苑、公交首末站以及其他建筑，地下一层为站厅，地下二层为站台。
| 地下一层 | 站厅               | 售票機、客服中心、商店、警务室、安检设施 |  |  |
| 地下二层 | 2 站台             | █7号线 美的大道方向（下站：员岗）        |  |  |
|          | 岛式站台（卫生间） |                                          |  |  |
|          | 1 站台             | █7号线 燕山方向（下站：大学城南）        |  |  |

### 站厅

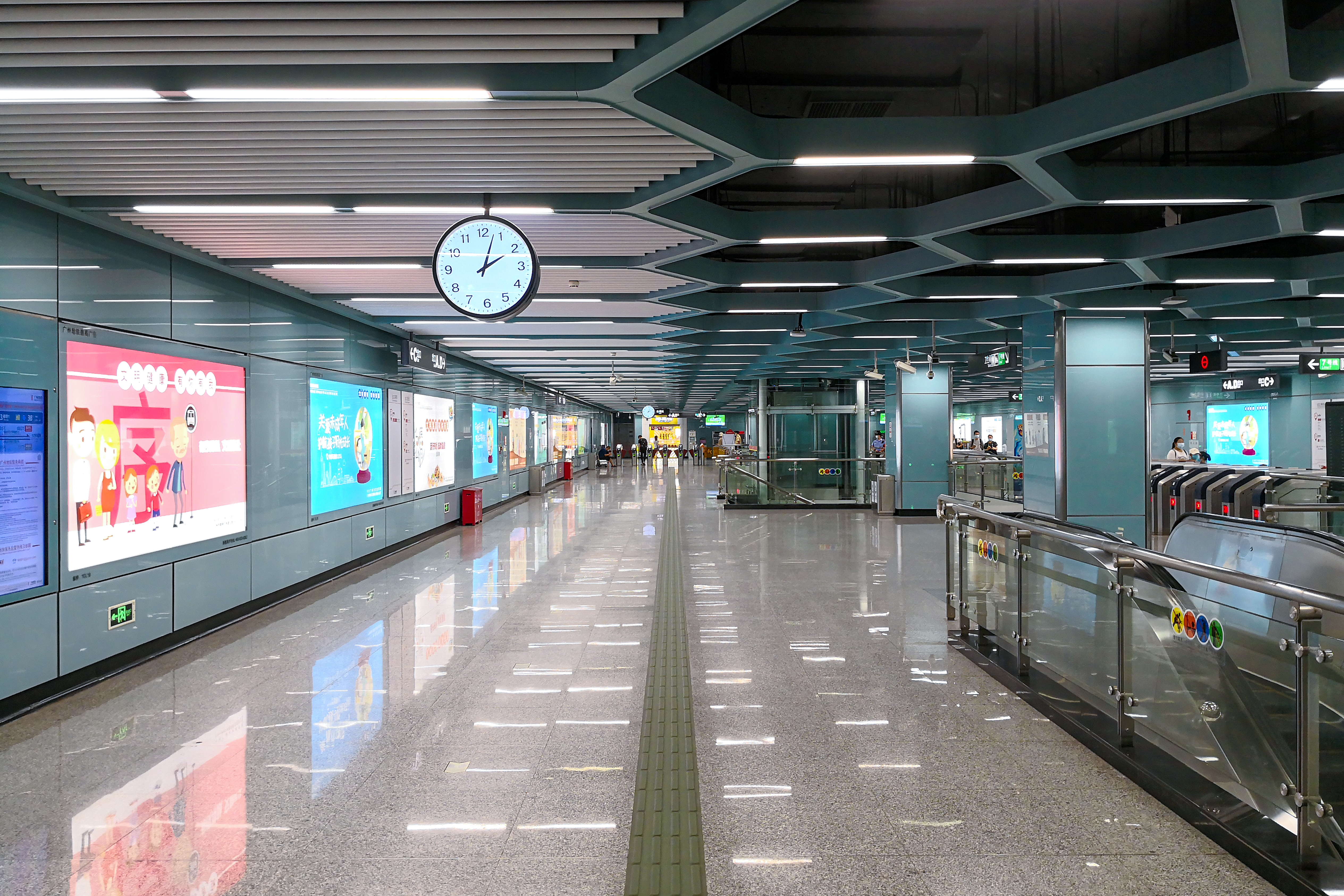
站厅

板桥站站厅设于地下一层，設有售票機、云购票机、客務中心等设施。亦同时设有便利店、面包糕饼店，以及自动照相机、自动贩卖机等设施。
为方便行人进出，板桥站站厅南侧被划分为收费区，收费区内设有4条扶手电梯、1组三向楼梯以及1台专用电梯以方便乘客来往月台层。

### 月台

1号月台全景图（摄于2016年12月）

本站设有一个岛式月台，位于南大干线的地底。
另外，本站的卫生间位于站台往员岗方向的一端。

### 出入口
板橋站目前設有3個出入口。
|                                           |                                                       |      |          |                              |
| 編號                                      | 设施                                                  | 照片 | 出口指示 | 建議前往的目的地             |
| A                                         | 盲道标志 · 扶手电梯标志                               |      | 南大干线 | 板橋村、金源村、余荫山房     |
| C                                         | 盲道标志 · 升降机标志 · 无障碍通道标志 · 扶手电梯标志 |      | 南大干线 |                              |
| D                                         | 扶手电梯标志                                          |      | 南大干线 | 广州雅居乐北苑公交首末站总站 |
| 註： 設有 \| 設有 \| 設有 \| 設有扶手電梯 |                                                       |      |          |                              |

## 接驳交通
板桥站附近设地铁板桥站、广州雅居乐北苑公交首末站、罗边实发市场站等公交车站，方便乘客转驳公交前往番禺区及南村镇各地。
| 巴士（地铁板桥站） \| 编号 \| 编号 \| 线路 \| 线路 \| 线路 \| 收费 \| 备注 \| \| ---- \| ----------------- \| ------------------------ \| ---- \| ------------------------ \| ---- \| ---------- \| \| \| 302A \| 雅居乐（剑桥郡） \| ⇆ \| 广州火车东站 \| 3元 \| \| \| \| 番72 \| 广州雅居乐北苑公交首末站 \| ⇆ \| 石碁 \| 2元 \| 25–40分/班 \| \| \| 公交地铁接驳专线9 \| 奥园城市天地 \| ⇆ \| 广州雅居乐北苑公交首末站 \| 2元 \| 经梅山村 \| |                   |                          |      |                          |      |            |
| 编号 | 编号              | 线路                     | 线路 | 线路                     | 收费 | 备注       |
| | 302A              | 雅居乐（剑桥郡）         | ⇆    | 广州火车东站             | 3元  |            |
| | 番72              | 广州雅居乐北苑公交首末站 | ⇆    | 石碁                     | 2元  | 25–40分/班 |
| | 公交地铁接驳专线9 | 奥园城市天地             | ⇆    | 广州雅居乐北苑公交首末站 | 2元  | 经梅山村   |

## 利用状况
本站周边邻近大型楼盘雅居乐剑桥郡，同时周边亦邻近南村镇板桥村，因此本站的主要进出站客流均以剑桥郡小区居民以及板桥村居民为主。
目前本站D出入口旁的巴士总站已启用，现时可以利用本站换乘接驳巴士，前往南村镇各地。

## 历史
本站規劃和建設階段的站名為南村站。2014年7月，广州地铁七号线及九号线站名进行批前公示，南村站改名為板橋站。2013年6月18日，車站動工。車站於2015年1月18日封頂，並在2016年12月28日隨7號線一期開通而啟用。
2022年10-11月疫情期间，本站曾受防控措施影响，于11月28日至11月30日下午暂停服务。